# Grand Prix Formule 1 van Zuid-Afrika 1969
De Grand Prix Formule 1 van Zuid-Afrika 1969 werd gehouden op 1 maart op het Kyalami Grand Prix Circuit in Midrand. Het was de eerste race van het seizoen. 

## Uitslag
| Pos. | Nr. | Coureur              | Constructeur  | Rondes | Tijd / Oorzaak uitval | Grid | Punten |
| ---- | --- | -------------------- | ------------- | ------ | --------------------- | ---- | ------ |
| 1    | 7   | Jackie Stewart       | Matra-Ford    | 80     | 1:50:39.1             | 4    | 9      |
| 2    | 2   | Graham Hill          | Lotus-Ford    | 80     | + 18.8                | 7    | 6      |
| 3    | 5   | Denny Hulme          | McLaren-Ford  | 80     | + 31.8                | 3    | 4      |
| 4    | 4   | Jo Siffert           | Lotus-Ford    | 80     | + 49.2                | 12   | 3      |
| 5    | 6   | Bruce McLaren        | McLaren-Ford  | 79     | + 1 Ronde             | 8    | 2      |
| 6    | 8   | Jean-Pierre Beltoise | Matra-Ford    | 78     | + 2 Rondes            | 11   | 1      |
| 7    | 11  | Jackie Oliver        | BRM           | 77     | + 3 Rondes            | 14   |        |
| 8    | 17  | Sam Tingle           | Brabham-Repco | 73     | + 7 Rondes            | 17   |        |
| NC   | 19  | Peter de Klerk       | Brabham-Repco | 67     | Niet geklasseerd      | 16   |        |
| NF   | 2   | Jochen Rindt         | Lotus-Ford    | 44     | Brandstofpomp         | 2    |        |
| NF   | 10  | John Surtees         | BRM           | 40     | Motor                 | 18   |        |
| NF   | 12  | Pedro Rodríguez      | BRM           | 38     | Waterlek              | 15   |        |
| NF   | 9   | Chris Amon           | Ferrari       | 34     | Motor                 | 5    |        |
| NF   | 14  | Jack Brabham         | Brabham-Ford  | 32     | Handling              | 1    |        |
| NF   | 3   | Mario Andretti       | Lotus-Ford    | 31     | Versnellingsbak       | 6    |        |
| NF   | 16  | John Love            | Lotus-Ford    | 31     | Ontsteking            | 10   |        |
| NF   | 15  | Jacky Ickx           | Brabham-Ford  | 20     | Ontsteking            | 13   |        |
| NF   | 18  | Basil van Rooyen     | McLaren-Ford  | 12     | Remmen                | 9    |        |

## Statistieken
| Pole-position | Jack Brabham   | Brabham-Ford | 1:20.0 |
| Snelste ronde | Jackie Stewart | Matra-Ford   | 1:21.6 |

1960 · 1960 II · 1961 · 1962 · 1963 · 1965 · 1966 · 1967 · 1968 · 1969 · 1970 · 1971 · 1972 · 1973 · 1974 · 1975 · 1976 · 1977 · 1978 · 1979 · 1980 · 1981 · 1982 · 1983 · 1984 · 1985 · 1992 · 1993